# C J Townrow & Sons
CJ Townrow & Sons is een kleine warenhuisketen in Essex .
Het bedrijf werd opgericht in 1871 en wordt gerund door de familie Townrow.
Het bedrijf verkoopt herenkleding, dameskleding, schoenen, keukengerei en beddengoed.
Het was oorspronkelijk gevestigd in Braintree, dat in 2017 werd gesloten, maar blijft werken met kleinere vestigingen in Maldon, Essex, Frinton-on-Sea, Essex en St Ives, Cambridgeshire. Deze laatste vestiging werd gekocht uit het faillissement van warenhuisketen Eaden Lilley. In 2020 kochten ze de woonwinkel van sluitend warenhuis Winch & Blatch in Sudbury.
Het bedrijf had voorheen vestigingen in Culver Street in Colchester en High Street in Halstead.